# یودای تاناکا (بازیکن فوتبال، زاده ۱۹۹۵)
یودای تاناکا (ژاپنی: 田中 雄大؛ زادهٔ ۱۷ نوامبر ۱۹۹۵) یک بازیکن فوتبال اهل ژاپن است.
از باشگاه‌هایی که در آن بازی کرده‌است می‌توان به باشگاه فوتبال ساگامیهارا و باشگاه فوتبال بلاوبلیتز آکیتا اشاره کرد.